# Federación Internacional de Tenis
La Federación Internacional de Tenis (ITF por sus siglas en inglés) es el organismo máximo del tenis mundial, que tiene como principal objetivo, regular, expandir y llevar este deporte a todo el mundo.
Tiene incidencia en competiciones que van desde los eventos profesionales más destacados como los Juegos Olímpicos, los Grand Slams, la Copa Davis y la Fed Cup, hasta los de nivel de entrada como el ITF World Tennis Tour así como eventos para juniors, veteranos y silla de ruedas.

## Historia
La necesidad de establecer una federación de carácter internacional surgió en 1911. Por esos años el tenis sobre césped comenzaba a desarrollarse con gran fuerza en el mundo, por lo que se hacía imperioso una alianza para que el deporte fuera estructurado de forma ordenada a nivel mundial, aprovechando que las Asociaciones Nacionales de Tenis ya se encontraban establecidas y
conformadas.
Duane Williams fue uno de los grandes gestores, que junto a Charles Barde, miembro honorario de la Asociación de Tenis de Suiza y Henri Wallet de la Federación Francesa de Tenis, dieron fuerza a esta idea.
Finalmente, doce fueron las asociaciones que se reunieron por primera vez en la conferencia anual que se realizó en París, el 1 de marzo de 1913, fundando de esta manera la Federación Internacional de Tenis.
Miembros fundadores:
- Australasia (Australia y Nueva Zelanda)
- Austria
- Bélgica
- Dinamarca
- Francia
- Alemania
- Gran Bretaña
- Holanda
- Rusia
- Sudáfrica
- Suecia
- Suiza
- España (Principal precursora de esta asociación)

## Organización
La estructura jerárquica de la federación está conformada por el presidente y los vicepresidentes, el Congreso, el Comité Ejecutivo, el Consejo y los Comités Técnicos.

### Presidentes
| N.º | Periodo   | Nombre                | País           |
| --- | --------- | --------------------- | -------------- |
| 1   | 1938-1939 | Pierre Gillou         | Francia        |
| 2   | 1939-1946 | Charles Barde         | Suiza          |
| 3   | 1946-1947 | Paul de Borman        | Bélgica        |
| 4   | 1947-1948 | Pierre Gillou         | Francia        |
| 5   | 1948-1949 | J Eaton Griffith      | Reino Unido    |
| 6   | 1949-1950 | R B Kingman           | Estados Unidos |
| 7   | 1950-1951 | R H Youdale           | Australia      |
| 8   | 1951-1952 | David Croll           | Países Bajos   |
| 9   | 1952-1953 | Charles Barde         | Suiza          |
| 10  | 1953-1954 | J Eaton Griffith      | Reino Unido    |
| 11  | 1954-1955 | R B Kingman           | Estados Unidos |
| 12  | 1955-1956 | Giorgio de Stefani    | Italia         |
| 13  | 1956-1957 | R H Youdale           | Australia      |
| 14  | 1957-1958 | R N Watt              | Canadá         |
| 15  | 1958-1959 | Charles Barde         | Suiza          |
| 16  | 1959-1960 | J Eaton Griffith      | Reino Unido    |
| 17  | 1960-1961 | Jean Borotra          | Francia        |
| 18  | 1961-1962 | R H Youdale           | Australia      |
| 19  | 1962-1963 | Giorgio de Stefani    | Italia         |
| 20  | 1963-1965 | J Eaton Griffith      | Reino Unido    |
| 21  | 1965-1967 | Paulo da Silva Costa  | Brasil         |
| 22  | 1967-1969 | Giorgio de Stefani    | Italia         |
| 23  | 1969-1971 | B A Barnett           | Australia      |
| 24  | 1971-1974 | A Heyman              | Dinamarca      |
| 25  | 1974-1975 | W E Elcock            | Estados Unidos |
| 26  | 1975-1977 | D N Hardwick          | Reino Unido    |
| 27  | 1977-1991 | Philippe Chatrier     | Francia        |
| 28  | 1969-1999 | Brian Tobin           | Australia      |
| 29  | 1999-2015 | Francesco Ricci Bitti | Italia         |
| 30  | 2015-     | David Haggerty        | Estados Unidos |

El vigilante del tenis es el árbitro: El árbitro es la entidad deportiva encargada del cumplimiento de las reglas del juego mientras se desarrolle el mismo, posee el papel de "juez" en un evento deportivo, pudiendo detener el partido, reanudarlo, señalar una violación del reglamento del juego e impartir una sanción, regular los cambios, así como el resguardar el orden, encargarse del cumplimiento de las reglas del juego y procurar un ambiente de respeto entre los jugadores.

### Federaciones nacionales
| África (CAT) | Asia (ATF) | Europa (TE) | Norteamérica y el Caribe (COTECC) | Oceanía (OTF) | Sudamérica (COSAT) |
| --- | --- | --- | --- | --- | --- |
| Angola · Argelia · Benín · Botsuana · Burkina Faso* · Burundi* · Cabo Verde* · Camerún · Chad* · Comoras* · Costa de Marfil · Egipto · Eritrea* · Etiopía · Gabón · Gambia* · Ghana · Guinea* · Guinea-Bisáu* · Guinea Ecuatorial* · Kenia · Lesoto · Liberia* · Libia · Madagascar · Malaui* · Mali* · Marruecos · Mauricio · Mauritania* · Mozambique · Namibia · Níger* · Nigeria · República Centroafricana* · República del Congo · República Democrática del Congo* · Ruanda · Senegal · Seychelles* · Sierra Leona* · Somalia* · Suazilandia* · Sudáfrica · Sudán · Tanzania* · Togo · Túnez · Uganda · Yibuti · Zambia · Zimbabue | Afganistán* · Arabia Saudita · Bangladés · Baréin · Birmania · Brunéi · Bután* · Camboya · Catar · China · China Taipéi · Corea del Norte* · Corea del Sur · Emiratos Árabes Unidos · Filipinas · Hong Kong · India · Indonesia · Irak · Irán · Japón · Jordania · Kazajistán · Kirguistán · Kuwait · Laos* · Líbano · Macao* · Malasia · Maldivas* · Mongolia · Nepal* · Omán · Pakistán · Palestina* · Singapur · Siria · Sri Lanka · Tailandia · Tayikistán · Turkmenistán · Uzbekistán · Vietnam · Yemen | Albania · Alemania · Andorra · Armenia · Austria · Azerbaiyán · Bélgica · Bielorrusia · Bosnia y Herzegovina · Bulgaria · Chipre · Croacia · Dinamarca · Eslovaquia · Eslovenia · España () · Estonia · Finlandia · Francia · Georgia · Grecia · Hungría · Irlanda · Islandia · Israel · Italia · Kosovo · Letonia · Liechtenstein · Lituania · Luxemburgo · Macedonia del Norte · Malta · Moldavia · Mónaco · Montenegro · Noruega · Países Bajos · Polonia · Portugal · Reino Unido · República Checa · Rumania · Rusia · San Marino · Serbia · Suecia · Suiza · Turquía · Ucrania | Anguila* · Antigua y Barbuda* · Aruba · Bahamas · Barbados · Belice* · Bermudas · Bonaire* · Canadá · Costa Rica () · Cuba · Curazao* · Dominica* · El Salvador () · Estados Unidos () · Granada* · Guatemala · Guyana* · Haití · Honduras () · Islas Caimán* · Islas Turcas y Caicos* · Islas Vírgenes Británicas* · Islas Vírgenes de los Estados Unidos · Jamaica · México () · Nicaragua* · Panamá ( Archivado el 4 de febrero de 2018 en Wayback Machine.) · Puerto Rico · República Dominicana () · San Cristóbal y Nieves* · San Vicente y las Granadinas* · Santa Lucía · Surinam* · Trinidad y Tobago | Australia · Fiyi* · Guam* · Isla Norfolk* · Islas Cook* · Islas Marianas del Norte* · Islas Marshall* · Islas Salomón* · Kiribati* · Micronesia* · Nauru* · Nueva Zelanda · Palaos* · Papúa Nueva Guinea* · Samoa* · Samoa Americana* · Tahití* · Tonga* · Tuvalu* · Vanuatu* | Argentina ( Archivado el 5 de febrero de 2023 en Wayback Machine.) · Bolivia () · Brasil · Chile () · Colombia () · Ecuador () · Paraguay () · Perú () · Uruguay () · Venezuela () |

- (*) - Miembros asociados, sin derecho a voto

## Competiciones
EM/EF: Equipos masculino/femenino; EX: Equipos mixtos; IM/IF: Individual masculino/femenino; DM/DF: Dobles masculino/femenino; DX: Dobles mixtos
Eventos Internacionales principales
| Evento                          | Año de inicio | Frecuencia  | Modalidades | Modalidades | Modalidades | Modalidades | Modalidades | Modalidades | Modalidades | Modalidades |
| Evento                          | Año de inicio | Frecuencia  | EM          | EF          | EX          | IM          | IF          | DM          | DF          | DX          |
| ------------------------------- | ------------- | ----------- | ----------- | ----------- | ----------- | ----------- | ----------- | ----------- | ----------- | ----------- |
| Copa Davis                      | 1900          | Anual       | •           |             |             |             |             |             |             |             |
| Copa Billie Jean King           | 1963          | Anual       |             | •           |             |             |             |             |             |             |
| Copa Hopman                     | 1989          | Anual       |             |             | •           |             |             |             |             |             |
| Juegos Olímpicos                | 1896          | Cada 4 años |             |             |             | •           | •           | •           | •           | •           |
| Juegos Paralímpicos             | 1988          | Cada 4 años |             |             |             | •           | •           | •           | •           |             |
| Juegos Olímpicos de la Juventud | 2010          | Cada 4 años |             |             |             | •           | •           | •           | •           |             |

Bajo supervisión del FIT
| Evento     | Año de inicio | Frecuencia | Modalidades | Modalidades | Modalidades | Modalidades | Modalidades | Modalidades | Modalidades | Modalidades |
| Evento     | Año de inicio | Frecuencia | EM          | EF          | EX          | IM          | IF          | DM          | DF          | DX          |
| ---------- | ------------- | ---------- | ----------- | ----------- | ----------- | ----------- | ----------- | ----------- | ----------- | ----------- |
| Grand Slam | 1877          | Anual      |             |             |             | •           | •           | •           | •           |             |

Eventos del circuito ITF

| Evento                        | Modalidad | Categoría | Categoría | Categoría | Categoría | Categoría | Categoría |
| ----------------------------- | --------- | --------- | --------- | --------- | --------- | --------- | --------- |
| ITF World Tennis Tour         | Masculino |           |           |           | M25       | M15       |           |
| ITF World Tennis Tour         | Femenino  | W100      | W80       | W60       | W25       | W15       |           |
| ITF World Tennis Tour Juniors | Masculino | JA        | J1        | J2        | J3        | J4        | J5        |
| ITF World Tennis Tour Juniors | Femenino  | JA        | J1        | J2        | J3        | J4        | J5        |
| ITF World Tennis Masters Tour | Masculino | GA        | G1        | G2        | G3        | G4        |           |
| ITF World Tennis Masters Tour | Femenino  | GA        | G1        | G2        | G3        | G4        |           |
| Silla de ruedas               |           |           |           |           |           |           |           |
| Tenis playa                   |           |           |           |           |           |           |           |